# Vladimír Šmicer
Vladimír Šmicer (* 24. května 1973 Děčín) je bývalý český profesionální fotbalista, který hrával na pozici ofenzivního záložníka. Svou hráčskou kariéru ukončil v létě 2009 v pražské Slavii. Mezi lety 1994 a 2006 odehrál také 80 utkání v dresu české reprezentace, v nichž vstřelil 27 branek. Zúčastnil se ME 1996, ME 2000 a ME 2004. Společně s Milanem Barošem se stal v roce 2005 prvním českým vítězem prestižní Ligy mistrů UEFA.
Vladimír Šmicer nastoupil v české nejvyšší soutěži k 105 utkáním a dokázal v nich vstřelit 31 gólů. Do ligy vstoupil v sezóně 1992/93 v dresu Slavie a za jiný klub v nejvyšší soutěži nehrál; ve Slavii také získal tři tituly. Následně si zahrál ve francouzských klubech RC Lens a Girondins Bordeaux, mezi lety 1999 a 2005 byl součástí anglického Liverpoolu. V roce 2008 zvítězil v české anketě Fotbalista roku v kategorii Osobnost ligy.
Po skončení své hráčské kariéry se stal manažerem české reprezentace, ve funkci působil až do neúspěšné kvalifikace na MS 2014 v Brazílii, kdy byl ještě před jejím koncem odvolán (v říjnu 2013). Na konci března 2014 přijal místo asistenta (resp. konzultanta) nizozemského trenéra Alexe Pastoora ve Slavii Praha, kterou vykonával do konce ročníku 2013/14.

## Klubová kariéra

### Slavia Praha
Šmicer se dostal do akademie pražské Slavie v roce 1987 z Děčína. V československé nejvyšší soutěži Šimcer debutoval 17. října 1992 v zápase proti Hradci Králové. O dva týdny později vstřelil své první dva góly ve slávistickém dresu, a to při výhře 4:0 nad Bohemians. Hned ve své první sezóně se stal stabilním členem základní sestavy trenéra Jozefa Jarabinského, ve 21 odehraných zápasech vstřelil 8 branek. Šmicer nastoupil také do 3 utkání v poháru Intertoto.
Šmicer byl členem slávistického týmu i v následujících třech sezónách. V roce 1996 slavil s klubem zisk ligového titulu, ke kterému přispěl 9 brankami v 28 zápasech, a postup do semifinále Poháru UEFA 1995/96. Po úspěchu na EURO 1996 Slavii opustil. Během svého angažmá nastoupil do 82 ligových utkání, v nichž vstřelil 26 branek.

### RC Lens
V létě 1996 se stal posilou francouzského klubu RC Lens. Ve francouzské Division 1 Šmicer debutoval 10. srpna při výhře 2:0 nad SM Caen. Svůj první gól vstřelil o týden později do sítě AS Nancy. Ve své první sezóně v klubu nastoupil do 39 soutěžních zápasů, v nichž vstřelil 6 branek.
V roce 1998 si s RC Lens zahrál ve finále francouzského poháru proti Paris Saint-Germain; v utkání skóroval, nicméně prohře 1:2 zabránit nedokázal. Lens si spravilo chuť o týden později v Ligue 1, remízou s Auxerre v posledním kole si totiž zajistilo zisk ligového titulu. Šmicer k titulu přispěl 7 brankami a 1 asistencí.
Na podzim 1998 odehrál Šmicer všech šest zápasů RC Lens v základní skupině Ligy mistrů, v zápase proti Dynamu Kyjev skóroval. V květnu 1999 slavil s klubem zisk ligového poháru; ve finálovém utkání proti FC Metz (výhra 1:0) odehrál 80 minut. Dohromady v dresu Lens nastoupil Šmicer do 120 soutěžních zápasů, v nichž vstřelil 22 branek.

### Liverpool
V roce 1999 si ho trenér Gérard Houllier vybral do Liverpoolu. Šmicer přišel do Liverpoolu za 4,2 milionu liber, aby zaplnil mezeru po odchodu Steva McManamana do Realu Madrid. Svůj debut v dresu Liverpoolu si odbyl v ligovém zápase proti Sheffieldu Wednesday na stadionu Hillsborough. Svou první branku v anglické Premier League zaznamenal 15. ledna 2000 při výhře 3:2 nad Watfordem. Ve své první sezóně v Anglii se mu nepodařilo plně prosadit do základní sestavy, ve 25 soutěžních zápasech vstřelil jednu branku a přidal čtyři asistence.
V sezóně 2000/01 Šmicer vstřelil 7 branek ve 49 zápasech a pomohl Liverpoolu ke konečné třetí příčce v lize, odehrál vítězná finálová utkání v FA Cupu proti Arsenalu (výhra 2:1), v ligovém poháru proti Birminghamu (výhra po penaltovém rozstřelu) i v Poháru UEFA proti Deportivu Alavés (výhra 5:4 po prodloužení).
Na podzim 2001 si Šmicer zahrál znovu v Lize mistrů; 30. října 2001 skóroval při výhře 2:0 nad Dortmundem. S Liverpoolem došel až do čtvrtfinále soutěže, kde vypadli s Bayerem Leverkusen. V ligové sezóně ale i kvůli sérii zranění paběrkoval, nastoupil do 22 zápasů, v nichž vstřelil 4 branky a přidal 7 asistencí. V únoru 2002 do klubu přišel další český reprezentační útočník, a to Milan Baroš.
V sezóně 2002/03 odehrál Šmicer jen 950 minut v anglické nejvyšší soutěži, neskóroval. Nastoupil do finálového utkání ligového poháru proti Manchesteru United, které skončilo vítězstvím Reds 2:0.
V podzimní části sezóny 2003/04 se Šmicer propracoval do základní sestavy Liverpoolu, pravidelně pod trenérem Gérardem Houllierem nastupoval. V lednu 2004 ale utrpěl závažné zranění chrupavky a na hřiště se vrátil až v dubnu. Celkem v sezóně nastoupil do 25 soutěžních zápasů, v nichž vstřelil 4 branky.
Po úspěchu na EURO 2004 si Šmicer obnovil zranění chrupavky, na hřiště se vrátil až v únoru 2005. V jarní části sezóny nastoupil do 10 ligových zápasů, ve kterých neskóroval. Pravidelně nastupoval na závěrečné minuty ve vyřazovací části Ligy mistrů, Liverpool se probojoval přes Leverkusen, Juventus a Chelsea až do finále. Ve svém posledním zápase za Liverpool ve finále Ligy mistrů 2004/05, v němž po prvním poločase Reds prohrávali s AC Milan už 0:3, přišel Šmicer ve 23.minutě na hřiště za zraněného Kewella a gólem na 2:3 a proměněnou penaltou v penaltovém rozstřelu se podílel na obratu a vítězství svého klubu. Stal se tak prvním českým střelcem ve finále Ligy mistrů a společně se svým spoluhráčem Milanem Barošem historicky prvními českými vítězi milionářské soutěže.

### Girondins Bordeaux
V létě 2005 si ho do svých řad vybral francouzský klub Girondins Bordeaux. V Ligue 1 v dresu Bordeaux debutoval 30. července při výhře 2:0 nad Marseille. Šmicer se rychle stal důležitým hráčem týmu, který bojoval o francouzský titul, v únoru dokonce v několika ligových zápasech vedl tým jako kapitán. V březnu 2006 si poranil koleno a přišel o zbytek sezóny. V lize nakonec Bordeaux skončil na druhé příčce za Olympique Lyon. V létě 2006 přišel kvůli zranění také o mistrovství světa.
Ve skupinové fázi Ligy mistrů 2006/07 se Bordeaux utkalo s Liverpoolem. Z návratu na Anfield měl radost, přestože mu zranění nedovolilo nastoupit ani v jednom ze dvou vzájemných zápasů. Na hřiště se Šmicer vrátil až v lednu 2007, po dlouhé rekonvalescenci Šmicer neprodloužil v Bordeaux smlouvu a v létě 2007 klub opustil. Během svého působení v klubu nastoupil k 36 utkáním a vstřelil pět gólů.

### Návrat do Slavie
V červenci roku 2007 se vrátil do fotbalové Slavie. Svého prvního zápasu po návratu se dočkal 1. srpna 2007, kdy nastoupil do zápasu druhého předkola Ligy mistrů proti MŠK Žilina. V lize nastoupil o čtyři dny později proti Jablonci. Se Slavií postoupil do základní skupiny Ligy mistrů, vinou zranění ale nastoupil jen do dvou utkání, a to proti Arsenalu (remíza 0:0) a Seville (prohra 0:3). Ve své první sezoně po návratu získal se Slavií mistrovský titul, první po 12 letech. Pod trenérem Karlem Jarolímem ale nastoupil jen do 12 ligových zápasů, v nichž vstřelil 2 branky. V roce 2008 získal ocenění Osobnost ligy v anketě Fotbalista roku České republiky.
V sezóně 2008/09 stále Šmicera trápila zranění, se Slavií si zahrál v základní skupině Poháru UEFA. V říjnu 2008 v derby se Spartou na Letné nastoupil po zranění překvapivě v základní sestavě a dvěma důležitými góly přispěl k vítězství Slavie 4:1. Jarní část sezony Šmicer vynechal kvůli operaci kolena. Šmicer odehrál v sezóně 12 utkání, vstřelil 3 branky a získal se Slavií další mistrovský titul.
Na podzim roku 2009 nastoupil Šmicer ještě do tří ligových zápasů a do jednoho utkání základní skupiny Evropské ligy,  kvůli nekončícím problémům s kolenem ale 9. listopadu 2009 po remíze Slavie s Plzní ukončil svou hráčskou kariéru.

## Reprezentační kariéra

### Československá reprezentace
V roce 1993 nastoupil Vladimír Šmicer k jednomu utkání za společnou reprezentaci Československa, 27. října 1993 se objevil v základní sestavě domácího kvalifikačního utkání proti Kypru a hrál až do 72. minuty, kdy byl střídán Jaroslavem Timkem. Československo vyhrálo v Košicích 3:0.

### Česká reprezentace do 21 let
V letech 1995–1996 odehrál celkem 7 zápasů za českou reprezentaci do 21 let (4 výhry, 3 prohry) a vstřelil 4 góly.

### Česká reprezentace
V české seniorské reprezentaci Šmicer debutoval 15. listopadu 1995 v zápase proti Lucembursku.

#### EURO 1996
V červnu 1996 byl trenérem Dušanem Uhrinem nominován na závěrečný turnaj EURO 1996. V prvním zápase proti Německu (prohra 0:2) na hřiště nenastoupil, o pět dní později odehrál závěrečnou půlhodinu proti favorizované Itálii (výhra 2:1). V rozhodujícím utkání proti Rusku vystřídal v 69. minutě Pavla Kuku, v 88. minutě dal gól na konečných 3:3 a rozhodl o postupu do čtvrtfinále. V něm Češi narazili na Portugalsko. Šmicer nastoupil v základní sestavě, o poločase jej vystřídal Luboš Kubík. Česká reprezentace utkání vyhrála 1:0 gólem Karla Poborského a postoupila do semifinále. Šmicer se v utkání proti Francii opět objevil v základní sestavě, v závěru první půle však po souboji s Lilianem Thuramem musel kvůli zranění hlavy střídat. Češi postoupili do finále po penaltovém rozstřelu. Ve finálovém utkání proti Německu nastoupil na závěrečných pět minut, prohře 1:2 však zabránit nedokázal. Češi si tak z Anglie přivezli stříbrné medaile.

#### Konfederační pohár 1997
Střelecky nejvydařenější zápas v reprezentaci odehrál 17. prosince 1997 v Konfederačním poháru FIFA proti Spojeným arabským emirátům, vsítil celkem 3 góly v rozmezí 31. a 71. minuty (utkání skončilo jasným vítězstvím českého týmu 6:1). Celkem na turnaji, kde česká reprezentace získala bronzové medaile, vstřelil Šmicer pět branek.

#### EURO 2000
V květnu 2000 byl Šmicer trenérem Jozefem Chovancem nominován na EURO 2000. Šmicer nastoupil do všech tří zápasů ve skupině v základní sestavě. V utkání proti Dánsku dvěma brankami rozhodl o výhře 2:0, reprezentační výběr ale po dvou úvodních porážkách s Nizozemskem a Francií nedokázal postoupit do vyřazovací fáze.

#### EURO 2004
Šmicer si zahrál i na závěrečném turnaji EURO 2004 v Portugalsku. Trenér Karel Brückner poslal Šmicera do úvodního zápasu proti Lotyšsku na hřiště v 64. minutě za stavu 0:1. V závěrečné půlhodině dokázali Češi po brankách Milana Baroše a Marka Heinze utkání otočit a zvítězit 2:1. O čtyři dny později se Šmicer opět neobjevil v základní sestavě utkání proti Nizozemsku, za stavu 1:2 ale vystřídal Zdeňka Grygeru, dvacet minut před koncem srovnal opět Baroš a v 88. minutě dal Šmicer gól na konečných 3:2. V posledním zápase základní skupiny (výhra 2:1 nad Německem) a ve čtvrtfinále proti Dánsku (výhra 3:0) Šmicer nenastoupil. V semifinále proti Řecku vystřídal ve 40. minutě zraněného Pavla Nedvěda, Češi nicméně prohráli 1:0 po prodloužení.
Svůj poslední zápas v reprezentačním dresu Šmicer odehrál 16. listopadu 2005, kdy nastoupil do barážového utkání o postup na mistrovství světa proti Norsku. Češi po dvou výhrách 1:0 na závěrečný turnaj postoupili, Šmicer však kvůli zranění kolene nebyl na turnaj nominován.
Celkem odehrál v letech 1995–2005 v A-mužstvu české reprezentace 80 zápasů (50 výher, 11 remíz, 19 proher) a vstřelil 27 gólů.
Účast na vrcholových turnajích
- ME 1996 v Anglii – 2. místo
- ME 2000 v Nizozemsku a Belgii – základní skupina
- ME 2004 v Portugalsku – 3. místo

### Reprezentační zápasy
| Rok    | Zápasy | Góly |
| ------ | ------ | ---- |
| 1993   | 1      | 0    |
| Celkem | 1      | 0    |

| Rok    | Zápasy | Góly |
| ------ | ------ | ---- |
| 1995   | 1      | 0    |
| 1996   | 9      | 2    |
| 1997   | 14     | 8    |
| 1998   | 8      | 5    |
| 1999   | 6      | 1    |
| 2000   | 6      | 2    |
| 2001   | 7      | 0    |
| 2002   | 7      | 3    |
| 2003   | 7      | 3    |
| 2004   | 6      | 1    |
| 2005   | 9      | 2    |
| Celkem | 80     | 27   |

| Rok    | Zápasy | Góly |
| ------ | ------ | ---- |
| 1995   | 5      | 3    |
| 1996   | 2      | 1    |
| Celkem | 7      | 4    |

### Reprezentační góly
Góly Vladimíra Šmicra za reprezentační A-mužstvo České republiky
| Gól | Datum        | Stadion                                             | Soupeř              | Skóre (min.) | Výsledek | Soutěž                         |
| --- | ------------ | --------------------------------------------------- | ------------------- | ------------ | -------- | ------------------------------ |
| 010 | 19. 6. 1996  | Anfield Road, Liverpool, Anglie                     | Rusko               | 03:30(89.)   | 3:3      | EURO 1996                      |
| 02  | 18. 9. 1996  | Na Stínadlech, Teplice, Česko                       | Malta               | 05:00(83.)   | 6:0      | Kvalifikace na MS 1998         |
| 03  | 26. 8. 1997  | Tehelné pole, Bratislava, Slovensko                 | Slovensko           | 00:10(15.)   | 2:1      | Kvalifikace na MS 1998         |
| 04  | 6. 9. 1997   | Svangaskard, Toftir, Faerské ostrovy                | Faerské ostrovy     | 00:10(16.)   | 0:2      | Kvalifikace na MS 1998         |
| 05  | 11. 10. 1997 | Letná, Praha, Česko                                 | Slovensko           | 01:00(54.)   | 3:0      | Kvalifikace na MS 1998         |
| 06  | 13. 12. 1997 | Stadion krále Fahda, Rijád, Saúdská Arábie          | JAR                 | 01:00(19.)   | 2:2      | Konfederační pohár FIFA 1997   |
| 07  | 13. 12. 1997 | Stadion krále Fahda, Rijád, Saúdská Arábie          | JAR                 | 02:10(40.)   | 2:2      | Konfederační pohár FIFA 1997   |
| 08  | 17. 12. 1997 | Stadion krále Fahda, Rijád, Saúdská Arábie          | SAE                 | 03:00(31.)   | 6:1      | Konfederační pohár FIFA 1997   |
| 09  | 17. 12. 1997 | Stadion krále Fahda, Rijád, Saúdská Arábie          | SAE                 | 05:00(68.)   | 6:1      | Konfederační pohár FIFA 1997   |
| 10  | 17. 12. 1997 | Stadion krále Fahda, Rijád, Saúdská Arábie          | SAE                 | 06:00(71.)   | 6:1      | Konfederační pohár FIFA 1997   |
| 11  | 25. 3. 1998  | Andrův stadion, Olomouc                             | Irsko               | 01:10(50.)   | 2:1      | přátelské utkání               |
| 12  | 22. 4. 1998  | Mestni stadion Fazanerija, Murska Sobota, Slovinsko | Slovinsko           | 01:10(26.)   | 1:3      | přátelský zápas                |
| 13  | 21. 5. 1998  | Kóbe, Japonsko                                      | Paraguay            | 00:10(12.)   | 0:1      | Kirin Cup                      |
| 14  | 6. 9. 1998   | Svangaskard, Toftir, Faerské ostrovy                | Faerské ostrovy     | 00:10(85.)   | 0:1      | Kvalifikace na EURO 2000       |
| 15  | 10. 10. 1998 | Koševo, Sarajevo, Bosna a Hercegovina               | Bosna a Hercegovina | 00:20(59.)   | 0:1      | Kvalifikace na EURO 2000       |
| 16  | 10. 10. 1998 | Celtic Park, Sarajevo, Skotsko                      | Skotsko             | 00:20(36.)   | 1:2      | Kvalifikace na EURO 2000       |
| 17  | 21. 6. 2000  | Stade Maurice Dufrasne, Lutych, Belgie              | Dánsko              | 01:00(64.)   | 2:0      | EURO 2000                      |
| 18  | 21. 6. 2000  | Stade Maurice Dufrasne, Lutych, Belgie              | Dánsko              | 02:00(67.)   | 2:0      | EURO 2000                      |
| 19  | 13. 2. 2002  | GSP Stadium, Nikósie                                | Kypr                | 03:40(90.)   | 3:4      | přátelský zápas                |
| 20  | 18. 5. 2002  | Letná, Praha, Česko                                 | Itálie              | 01:00(25.)   | 1:0      | přátelský zápas                |
| 21  | 6. 9. 2002   | Letná, Praha, Česko                                 | Jugoslávie          | 01:00(2.)    | 5:0      | přátelský zápas                |
| 22  | 30. 4. 2003  | Na Stínadlech, Teplice, Česko                       | Turecko             | 03:00(27.)   | 4:0      | přátelský zápas                |
| 23  | 11. 6. 2003  | Andrův stadion, Olomouc, Česko                      | Moldavsko           | 01:00(42.)   | 5:0      | Kvalifikace na EURO 2004       |
| 24  | 6. 9. 2003   | Minsk, Bělorusko                                    | Bělorusko           | 01:30(85.)   | 1:3      | Kvalifikace na EURO 2004       |
| 25  | 19. 6. 2004  | Estádio Municipal de Aveiro, Aveiro, Portugalsko    | Nizozemí            | 03:20(88.)   | 3:2      | EURO 2004                      |
| 26  | 4. 6. 2005   | Stadion u Nisy, Liberec, Česko                      | Andorra             | 03:10(37.)   | 8:1      | Kvalifikace na MS 2006         |
| 27  | 12. 11. 2005 | Ullevaal Stadion, Oslo, Norsko                      | Norsko              | 00:10(31.)   | 0:1      | Kvalifikace na MS 2006 (baráž) |

## Trenérská a funkcionářská kariéra
Po ukončení aktivní hráčské kariéry v roce 2009 nastoupil na místo manažera české fotbalové reprezentace. Po boku kouče Michala Bílka čelil celou evropskou kvalifikaci kritice, česká reprezentace na závěrečný turnaj nakonec postoupila z baráže. Na závěrečném turnaji postoupili Češi ze základní skupiny, ve čtvrtfinále nestačili na Portugalsko. Šmicer ve funkci manažera reprezentace skončil v říjnu 2013 po neúspěšné kvalifikaci na MS 2014 v Brazílii. V únoru 2014 se stal čestným předsedou hráčské asociace.
Na konci března 2014 přijal místo asistenta nizozemského trenéra Alexe Pastoora ve Slavii Praha, která bojovala o záchranu v Gambrinus lize. Mělo jít spíše o pozici konzultanta. V roli působil do konce sezóny 2013/14, kdy Slavia bojovala o setrvání v 1. české lize (což se zdařilo).
V roce 2019 byl Šmicer spolu s Karlem Poborským vybrán mezi ambasadory mistrovství Evropy v roce 2020.
V listopadu 2020 představil společně s Milanem Barošem, Janem Kollerem nebo funkcionářem Rudolfem Řepkou iniciativu za změnu českého fotbalu, pod projektem F-evoluce. Odhodlali se k tomu po zadržení místopředsedy asociace Romana Berbra, dalších 19 osob a jejich obvinění z korupce. V roce 2021 se Šmicer ucházel o funkci předsedy Fotbalové asociace ČR. V květnu 2021 se kandidatury vzdal a podpořil Petra Fouska. V červnu byl novým předsedou zvolen Fousek.
V březnu 2022 fotbalová asociace ČR zřídila Sportovní radu, jehož předsedou se stal Šmicer. Rada se měla zabývat výhradně sportovní problematikou. V lednu 2024 sportovní rada Fotbalové asociace ČR v čele s jejím předsedou Vladimírem Šmicerem rezignovala kvůli malým pravomocem.

## Osobní život
Je ženatý s dcerou internacionála Ladislava Vízka Pavlínou. S ní má dceru Natálii a syna Jiřího. Je také členem týmu Real TOP Praha, v jehož dresu se zúčastňuje charitativních zápasů a akcí.

## Úspěchy

### Klubové
- vítěz Ligy mistrů 2004/05[91]
- vítěz Poháru UEFA 2000/01[91]
- vítěz evropského superpoháru 2001 (v utkání ale nenastoupil)
- vítěz francouzské ligy 1997/98
- vítěz české ligy 1995/96, 2007/08, 2008/09
- vítěz FA Cupu 2001
- vítěz anglického ligového poháru 2001, 2003

### Reprezentační
- 2. místo na Mistrovství Evropy ve fotbale 1996
- 3. místo na Poháru FIFA 1997
- 3. místo na Mistrovství Evropy ve fotbale 2004

### Individuální ocenění
- Stříbrná kopačka pro 2. nejlepší střelce Poháru FIFA 1997
- Bronzový míč pro 3. nejlepšího hráče Poháru FIFA 1997
- Osobnost ligy v ČR 2008 [2]

## Politická angažovanost
Ve volbách do Evropského parlamentu v roce 2014 kandidoval jako nestraník na 5. místě kandidátky strany VIZE 2014, ale neuspěl.